# بيير فونتين
بيير فونتين (بالفرنسية: Pierre-François-Léonard Fontaine )‏ (و. 1762 – 1853 م) هو مهندس معماري، من فرنسا، توفي في باريس، عن عمر يناهز 91 عاماً.

## أعمال بارزة
من أهم أعماله:
- Château de Randan.

## جوائز
حصل على جوائز منها:
- جائزة روما (1785)
- وسام الاستحقاق للفنون والعلوم
- وسام الاستحقاق.